# Díly

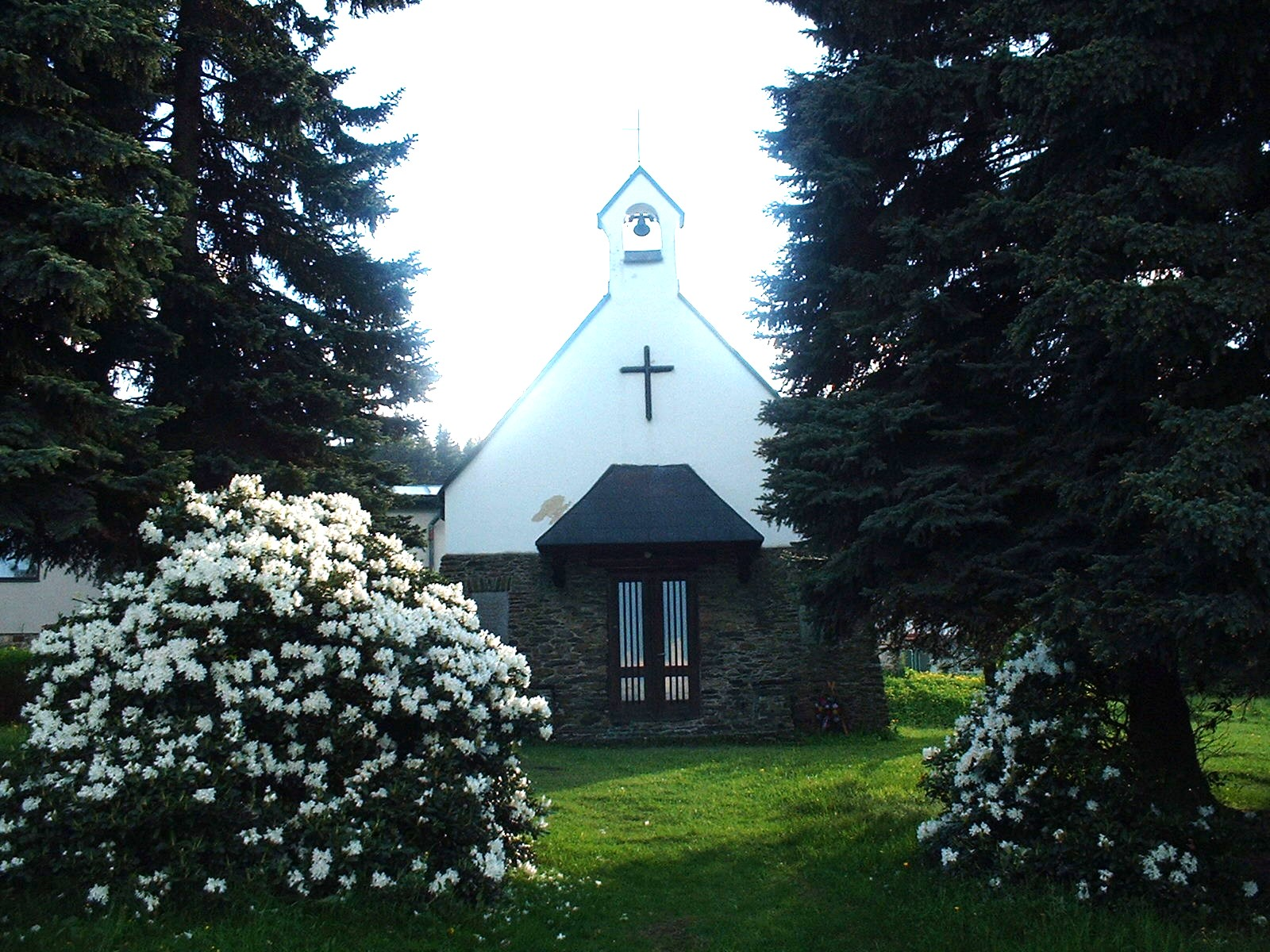
Kapelle der hll. Cyrill und Method

Díly, bis 1952 Nový Postřekov (deutsch Neu Possigkau), ist eine Gemeinde mit 376 Einwohnern (Stand 1. Januar 2004) in Tschechien. Sie liegt elf Kilometer nordwestlich von Domažlice in 582 m ü. M. im Oberpfälzer Wald (Český les) am 888 m hohen Škarmanka (Schauerberg) und gehört dem Okres Domažlice an. Die Entfernung zur bayerischen Grenze bei Nemanice beträgt sechs Kilometer.
Die Ansiedlung Neu Possigkau wurde 1788 auf den Fluren von Possigkau gegründet und war bis 1945 ein Ortsteil davon. Obwohl das Dorf überwiegend tschechischsprachig war, wurde es 1938 an Deutschland angegliedert. Bei der Befreiung von Díly durch die amerikanische 90th Infantry Division am 1. Mai 1945 fuhr ein Jeep über eine von deutschen Soldaten gelegte Mine, wodurch sieben US-Soldaten starben. Bis 1952 trug das Dorf den tschechischen Namen Nový Postřekov.

## Sehenswürdigkeiten
- Kapelle der hll. Cyrill und Method